# ARMA 2
ARMA 2 (stavat som ARMA II) är en förstapersonsskjutare utvecklat av Bohemia Interactive Studio till Microsoft Windows. Det är den officiella uppföljaren till spelserien Operation Flashpoint, efter sin föregångare ARMA: Armed Assault och går före ARMA 3. ARMA 2 fick en begränsad release i maj 2009, och en bredare release från juni 2009 till juli 2009. Ett expansionspaket med titeln ARMA 2: Operation Arrowhead gavs ut år 2010. I juni 2011 gavs en gratisversion av spelet ut med multiplayer och begränsade singleplayerlägen.